# قيقب أحمر العروق
القيقب الأحمر العروق نوع نباتي ينتمي إلى جنس القيقب من الفصيلة الصابونية.

## موطنه
موجود في جبال فلسطين الوسطى